# 호리 준코
호리 준코 (堀絢子)(Hori Junko)는 일본의 여자 성우이다.

## 출연 작품
- 간바리스트 쥰-from 간바! 플라이 하이 (1996) - 타도코로 아주머니 역
- 고쿠도군 만유기 (1999) - 할머니 역
- 망념의 잠드 (2008) - 텐신 역